# ТЕС Ківассо
ТЕС Ківассо – теплова електростанція на північному заході Італії у регіоні П'ємонт, метрополійне місто Турин. Модернізована з використанням технології комбінованого парогазового циклу.
У 1953-му на майданчику станції ввели в експлуатацію конденсаційний енергоблок з паровою турбіною потужністю 70 МВт, розрахований на споживання мазуту та вугілля. В 1956-му його доповнили другим таким же, а в 1959-му стали до ладу два блоки з показниками 23 МВт та 140 МВт, котрі мали використовувати мазут. Нарешті, у 1966-му ввели в експлуатацію блок №5 потужністю 250 МВт, так само розрахований на спалювання мазуту. Ще до того, у 1962-му, запустили встановлену на роботу у відкритому циклі газову турбіну з показником 30 МВт, призначену для покриття пікових навантажень у електромережі.
В 1974-му блокам 4 та 5 надали можливість споживати природний газ. В 1992-му перші два блоки закрили, а блок №3 та газову турбіну законсервували. Нарешті, в 2000-му станцію зачинили для докорінної модернізації, після якої у 2005-му запустили в роботу із двома парогазовими блоками. Перший з них має номінальну потужність у 776 МВт та включає дві газові турбіни з показниками по 250 МВт, які через котли-утилізатори живлять одну парову турбіну потужністю 280 МВт. Другий парогазовий блок номінальною потужністю 383 МВт має одну газову турбіну з показником 250 МВт, яку через котел-утилізатор під’єднали до парової турбіни старого блоку №5, котру частково демобілізували зі зменшенням потужності до 135 МВт. Загальна паливна ефективність при виробництві електроенергії становить 56% для блоку №1 та 56,1% для блоку №2.
Після модернізації ТЕС повністю перейшла на природний газ, котрий постачається по відводу довжиною 4,1 км.
Видалення продуктів згоряння із котлів-утилізаторів відбувається через димарі висотою по 90 метрів. 
Для охолодження використовується вода із каналу Кавур (річка По).
Зв’язок із енергомережею відбувається по ЛЕП, розрахованим на роботу із напругою 380 кВ та 220 кВ.